# Anticarsia salea
Anticarsia salea là một loài bướm đêm trong họ Erebidae.